# Komorowo (gromada w powiecie wolsztyńskim)
Komorowo (do 31 XII 1959 Karpicko) – dawna gromada, czyli najmniejsza jednostka podziału terytorialnego Polskiej Rzeczypospolitej Ludowej w latach 1954–1972.
Gromady, z gromadzkimi radami narodowymi (GRN) jako organami władzy najniższego stopnia na wsi, funkcjonowały od reformy reorganizującej administrację wiejską przeprowadzonej jesienią 1954 do momentu ich zniesienia z dniem 1 stycznia 1973, tym samym wypierając organizację gminną w latach 1954–1972.
Gromadę Komorowo z siedzibą GRN w Komorowie (obecnie w granicach Adamowa) utworzono 1 stycznia 1960 w powiecie wolsztyńskim w woj. poznańskim w związku z przeniesieniem siedziby GRN gromady Karpicko z Karpicka do Komorowa i zmianą nazwy jednostki na gromada Komorowo. Równocześnie do nowo utworzonej gromady Komorowo przyłączono obszar zniesionej gromady Niałek Wielki w tymże powiecie.
W 1965 gromada miała 27 członków GRN.
4 lipca 1968 gromadę zniesiono, a jej obszar włączono do nowo utworzonej gromady Wolsztyn w tymże powiecie.